# Kung Markatta (film)
Kung Markatta, även Apkungen (kinesiska: 大鬧天宮, pinyin: Dà nào tiān gōng), är en kinesisk animerad film producerad 1965 av bröderna Wan i regi av Wan Laiming och med musik av Ying-Chu Wu.
Filmen har visats ett flertal gånger i SVT i slutet av 1970-talet och i början av 1980-talet, i kortare versioner och med filmens delar olika sammanfogade. Filmen visades otextad och lektorsdubbad, alltså med både originalröster på mandarin och Hans Alfredson som berättare.

## Handling
Handlingen bygger på de första kapitlen av Färden till Västern, som beskriver hur munken Xuanzang Sanzang på sin resa åtföljs av tre mytomspunna gestalter, varav en är den apliknande Sun Wukong, som med sin blandning av häftigt utseende, stort mod, märklig humor och ibland överraskande visdom representerar berättelsens verkliga huvudperson. De andra följeslagarna är Sha Wujing eller Sha Gojo, en vattendemon eller halvdemon (beroende på källan) och Zhu Bajie eller Cho Hakkai, en människa som blev en grisliknande demon efter att ha dödat tusen grisar.
Filmen fokuserar på Sun Wukong och hans kaotiskt-anarkistiska uppror mot gudomlig ordning och Jadekejsaren som styr himlen.

## Om filmen
Filmen bygger på den mest kända delen av boken, som kallas ”Uppror i Himlen” (de första 650 sidorna av totalt cirka 3000). Sun Wukong trotsar Jadekejsaren och slår sönder hela den taoistiska himlen, för att sedermera fångas av själva Buddha.
Filmen gavs sedermera ut av Svenska Filminstitutet.

## Priser
- Outstanding film award, International London Film Festival 1978
- 13th Special Interest award, Czech Republic Karlovy Vary International Film Festival
- Best art award, 2nd Chinese film "Hundred Flowers" festival
- Children's literature award, 2nd Chinese film "Hundred Flowers" festival